# Yin Fatang
Yin Fatang (en chino: 阴法唐; Feicheng, julio de 1922-Pekín, 20 de junio de 2025) fue un político chino y general del Ejército Popular de Liberación. Se desempeñó como Primer Secretario del Comité Regional Autónomo del Tíbet del Partido Comunista Chino y Comisario Político Adjunto de la Segunda Artillería del Ejército Popular de Liberación , con el rango de Teniente General.

## Inicios
Originario de Zhanglizhuang, municipio de Taoyuan, Feicheng, provincia de Shandong. En 1937, Yin completó sus estudios en la escuela secundaria Tai'an No. 3 y posteriormente se graduó de la escuela vocacional superior de Shandong en Jinan. En mayo de 1938, durante la segunda guerra chino-japonesa, se alistó en el Regimiento de Autodefensa Antienemigo del Pueblo del Distrito Occidental de Shandong, establecido y dirigido por el Comité Provincial del Este de Shandong del PCCh, y se convirtió en miembro del PCCh en junio de 1938. En julio de 1938, Yin se unió a la Guardia de Seguridad del Condado de Feicheng bajo los auspicios del PCCh, que se reestructuró en el Decimoséptimo Destacamento, comandado por Fan Zhuxian (chino: 范筑先), en octubre, y posteriormente se transformó en el Sexto Destacamento de la Columna Shandong del Octavo Ejército de Ruta en noviembre, operando en Tai'an, Feicheng y condados circundantes. Ocupó los cargos de profesor político de compañía y secretario de sección de batallón. En 1940, ocupó el cargo de oficial de organización de la 343.ª Brigada de la 115.ª División, que posteriormente pasó a denominarse segundo subdistrito de la Región Fronteriza Ji-Lu-Yu (en chino: 冀鲁豫军区). En 1941, ascendió al cargo de comisario político de la Brigada del Condado de Pu y se convirtió en miembro del Comité del Condado de Pu del PCCh. En 1945, ocupó los cargos de subdirector de la oficina política y director del Regimiento Independiente.
Durante la Segunda Guerra Nacionalista-Comunista, ocupó los cargos de director de la oficina política del 58.º Regimiento de la 1.ª Columna, comisario político del 59.º Regimiento (posteriormente reclasificado como el 143.º Regimiento de la 52.ª División del 18.º Cuerpo del 5.º Cuerpo), comandante de regimiento y comisario político de la Región Militar Jin-Hei-Yu (posteriormente designada como el 2.º Ejército de Campaña). Comandó sus fuerzas en la Batalla de Longhai, la Batalla del Sudoeste de Shandong, el Salto a las Montañas Dabie y orquestó la Batalla de Gaoshanpu. Durante la Campaña de Huaihai, comandó sus fuerzas en la lucha de Xiaomazhuang. Tras su liderazgo en la Batalla del Cruce del Río Yangtze, se le encomendó la tarea de perseguir y aniquilar a las fuerzas nacionalistas bajo el mando de Song Xilian durante la Batalla del Sudoeste (en chino: 西南战役).
En 1950 ocupó el cargo de comisario político adjunto de la 52 División del 18 Ejército del Segundo Ejército de Campaña. y dirigió su división en la misión de entrar y desarrollar el Tíbet. Tanto el como Li Ming (chino: 李明), jefe de Estado Mayor de la división, lideraron el Ejército de la Ruta Derecha, iniciaron la Batalla de Chamdo a principios de octubre de 1950, derrotaron al contingente primario del Ejército Tibetano y aseguraron la victoria en la Batalla de Chamdo, sentando las bases para la independencia política y pacífica del Tíbet. Posteriormente, ocupó cargos como miembro del Comité de Liberación de Chamdo, comisario político del Subdistrito Militar de Gyantse en el Tíbet, secretario del Subcomité Gyantse del Tíbet del PCCh (que eventualmente se convirtió en un comité local) y miembro del Comité de Trabajo del Tíbet. En 1955, alcanzó el grado de coronel y recibió la Orden de la Independencia y la Libertad (2ª Clase) y la Orden de la Liberación (2ª Clase).
Participó y dirigió la represión del levantamiento tibetano en 1959, y fue designado como comandante de primera línea para la campaña de contraofensiva contra la India por el gobierno indio en 1962. En 1962, tras la incursión de la India en el Tíbet, Yin fue nombrado comisario político del Comando de Primera Línea para la Operación de Contraataque contra la India. Tras la victoria en la guerra chino-india, fue uno de los cinco oficiales recibidos por el presidente Mao Zedong y fue ascendido al rango de coronel. En 1963, asumió el cargo de director del Departamento Político de la Región Militar del Tíbet.
Fue perseguido durante la Revolución Cultural por oponerse a las acciones de Lin Biao. En 1971, fue reasignado del Tíbet y se convirtió en subdirector del departamento político de la Región Militar de Fuzhou , donde posteriormente fue ascendido a director. En 1975, fue reinstalado como director del departamento político de la Región Militar de Jinan y a finales de 1978, ascendió al puesto de subcomisario político de la Región Militar de Jinan.

## Vida posterior
En 1980, entró al Tíbet por segunda vez y fue designado por el Comité Central del Partido Comunista Chino como primer secretario del Comité del Partido para la Región Autónoma del Tíbet. Simultáneamente, fue nombrado por la Comisión Militar Central del PCCh comisario político adjunto de la Región Militar de Chengdu y primer comisario político de la Región Militar del Tíbet. Durante este periodo, fue elegido primer secretario del Comité del Partido de la Región Militar del Tíbet y presidente del Tercer Comité Tibetano de la Conferencia Consultiva Política del Pueblo Chino. A lo largo de su mandato, instituyó numerosos programas para reorientar el trabajo hacia el desarrollo económico, lo que resultó en una transformación significativa en el Tíbet.
En julio de 1985, fue enviado desde el Tíbet para servir como comisario político adjunto de la Segunda Artillería del EPL. Alcanzó el grado de teniente general en 1988 y recibió la Medalla de Honor al Mérito Independiente.
Yin fue delegado de las Quinta, Sexta, Séptima y Octava Asambleas Populares Nacionales, miembro del Comité Permanente de las Séptima y Octava Asambleas Populares Nacionales y participante en el Comité de Asuntos Internos y Judiciales, entre otras funciones. Además, fue elegido delegado del XII y XIII Comité Central del Partido Comunista Chino.
Yin murió en Pekín el 20 de junio de 2025, a la edad de 102 años.